# Estat de Ba
Ba (巴) va ser un antic estat xinès en el Sichuan oriental de la Xina. La seua capital original fou Yicheng (Ciutat Enshi), Hubei.
El Ba es va moure contínuament per la zona de les Tres Gorges i seva la capital es va moure al llarg del temps d'est a oest: de Quren a Linjiang, a Pingdu, a Zhiyi i finalment a Jiangzhou. Els arqueòlegs creuen que a causa de la prosperitat del Ba es va expandir cap a l'oest o que en ser derrotat pels Chu diverses vegades van haver de moure-la cap a l'oest. A mesura que l'estat de Chu es va expandir cap a l'oest per les valls dels rius Han i Iang-Tsé, va empènyer als Ba cap a l'oest cap a Shu creant la cultura Ba-Shu.
L'any 316 aC, Ba i Chu es van aliar amb Qin per envair Shu, però després de la conquesta de Shu, Qin es va tornar immediatament contra els seus dos aliats i va capturar l'últim rei Ba. L'estat Ba es va extingir i es va convertir en comandància Qin. La minoria ètnica moderna dels tujia traça els seus orígens fins al poble de Ba.